# دخمه سنگی فرهاد
دخمه سنگی فرهاد در ۷ کیلومتری شمال غربی شهر ماکو در نزدیکی روستای سنگر واقع شده است. پیش‌بینی می‌شود که این دخمه، مربوط به اورارتو در دوره مادها و متعلق به قرن هشتم پیش از میلاد است. این اثر در تاریخ ۱ فروردین ۱۳۴۷ با شمارهٔ ثبت ۸۰۳ به‌عنوان یکی از آثار ملی ایران به ثبت رسیده است.
دخمهٔ فرهاد، شامل دو اتاق تو در تو است که در دل کوه و درون صخره‌ای بزرگ تراشیده شده‌است و با راه‌پله‌ای سنگی به کوه متصل می‌شود. به زبان محلی (ترکی) به آن Fərhad damı (سقفِ فرهاد) می‌گویند.
در ورودی آن تقریباً یک و نیم متر در دو متر و اتاق‌ها یکی بزرگ (تقریباً ۴×۳) و دیگری کوچکتر (تقریباً ۲×۲) است؛ که با دری ۱×۱٫۵ متری به هم متصلند. بر روی دیواره‌ها طاقچه‌هایی تراشیده شده‌است و برای روشنایی گویا از مشعل استفاده می‌شده‌است.
اطلاعات زیادی از تاریخچه این اثر در دست نیست ولی مردم محلی آنرا به فرهاد مرد عاشق‌پیشه که بخاطر رسیدن به معشوقهٔ خود و بنا به خواست او این دخمه سنگی را در دل صخره تراشیده‌است.